# Stesilea gracilis
Stesilea gracilis är en skalbaggsart som beskrevs av Stefan von Breuning 1938. Stesilea gracilis ingår i släktet Stesilea och familjen långhorningar.
Artens utbredningsområde är Sulawesi. Inga underarter finns listade i Catalogue of Life.